# Яныль
Яныль (тат. Янил) — село в Кукморском районе Республики Татарстан России на реке Бурец.
Административный центр Яныльского сельского поселения.

## География
Расстояние до районного центра — 25 километров.

### Климат
Климат в селе умеренно континентальный. Средняя годовая температура составляет примерно 3,6 °C.

## История
В «Списке населенных мест по сведениям 1859 года», изданном в 1866 году, населённый пункт упомянут как казённая деревня Новая Семен Головина (Яныль) 1-го стана Мамадышского уезда Казанской губернии. Располагалась при речке Кне, по левую сторону почтового тракта из Казани в Мамадыш, в 92 верстах от уездного города Мамадыша и в 20 верстах от становой квартиры во владельческом селе Кукмор (Таишевский Завод). В деревне, в 110 дворах жили 660 человек (323 мужчины и 337 женщин), были базары по субботам.

## Население
Население села составляет 588 человек (2010).
Национальный состав — татары (в том числе кряшены).

## Объекты социальной сферы
- Средняя школа
- Дом культуры
- Медпункт
- Детский сад
- Почтовое отделение
- Кукморский аграрный колледж